# 132661 Carlbaeker
132661 Carlbaeker este un asteroid din centura principală de asteroizi.

## Descriere
132661 Carlbaeker este un asteroid din centura principală de asteroizi. A fost descoperit pe 12 iunie 2002 la Observatorul Palomar de Maik Meyer. Asteroidul prezintă o orbită caracterizată de o semiaxă mare de 2,53 ua, o excentricitate de 0,17 și o înclinație de 4,9° în raport cu ecliptica.